# Bukový potok (přítok Černé vody)
Bukový potok je levostranným přítokem Černé vody v okrese Karlovy Vary v Karlovarském kraji. Délka toku měří 2,6 km.

## Průběh toku
Potok pramení v Krušných horách na česko-saské hranici v nadmořské výšce okolo 920 metrů. Jeho pramen se nachází u západního okraje přírodní rezervace Malé jeřábí jezero v Přírodním parku Jelení vrch. Od pramene teče potok jižním směrem neobydlenou, podmáčenou, řídce zalesněnou krajinou. Po asi 1,5 km se přiblíží k lesní cestě, vedoucí ze zaniklé osady Jelení ke státní hranici. Podél této cesty potok rychle klesá směrem k východnímu okraji Jelení. Zde se nedaleko bývalého rekreačního střediska Ministerstva zahraničních věcí, po roce 2015 jediného trvale obydleného objektu v Jelení, vlévá do Černé vody.